# Черно каменарче
Черното каменарче (Oenanthe leucura) е вид птица от семейство Мухоловкови (Muscicapidae).

## Разпространение
Видът обитава скалистите склонове в западните части на Северна Африка и Иберия.
Среща се и в България.

## Описание
Черното каменарче е средно голяма птица, достигаща на дължина до 16 – 18 cm.

## Размножаване
Снася до 3 – 6 яйца в пукнатини в скали.